# Banc de préréglage
Pour les articles homonymes, voir Banc.

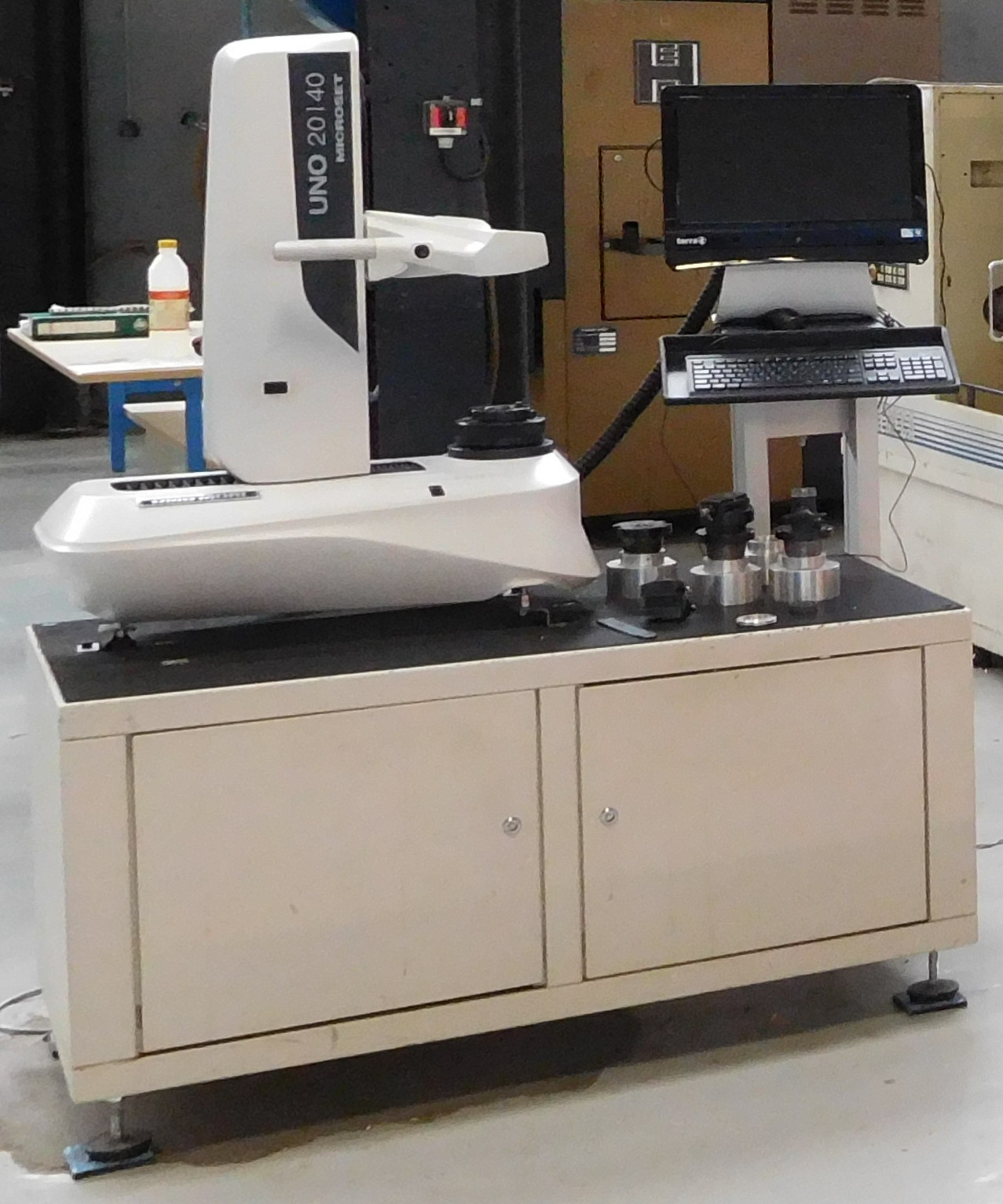
Un banc de préréglage d'outils.

Un banc de préréglage ou banc de jauge est une machine de mesure, de contrôle et de réglage des outils de coupe utilisés dans l'usinage de matières (métaux, bois, composites, etc.).

## Historique
Le terme préréglage n'est plus d'actualité, celui-ci était justifié dans les années 1970 lorsque les attachements (cônes…) utilisés sur les porte-outils et sur les machines ne permettaient pas de garantir la géométrie de l'outil ni la position de l'outil sur la machine. Les premiers bancs étaient équipés de palpeurs mécaniques (comparateurs), puis de palpeurs optiques (projecteurs de profils). Dans les deux cas cités, les erreurs de répétabilité et de reproductibilité n'étaient pas compatibles avec les précisions souhaitées par les utilisateurs. Après changement d'un porte-outil, l'opérateur lance le cycle d'usinage, vérifie la cote pièce puis corrige la machine d'où le terme de « préréglage ».

## Notions

### Première pièce bonne
La notion de « première pièce bonne » implique que l'usinage peut être lancé après chaque changement des outils sans retouche des réglages machines. Pour parvenir à cet objectif, le banc de préréglage a évolué considérablement depuis 1998 jusqu'à nos jours, le palpage optique par projecteur de profil a été progressivement remplacé par un système de mesure comportant une caméra, un logiciel d'analyse d'images et une broche motorisée pour la recherche automatique du point de rebroussement en X (point maximum de l'outil au rayon)

### Répétabilité, reproductibilité et précision
Les précisions obtenues en répétabilité et en reproductibilité sont de l'ordre de deux micromètres. La précision générale est liée à la qualité du système de mesure utilisé, et à la qualité mécanique du banc, l'erreur de mesure en micromètres se doit de ne pas dépasser E = 3 + L/250 µm. La broche du banc doit être de grande qualité, le faux-rond maximum ne doit pas dépasser 2 µm.

### Réception et qualification du banc de préréglage
Pour qualifier ce matériel de réglage et de mesure, l'automobile a recherché vers 1995 un outil de qualification. Un outil statistique appelé « CMR » ou « capabilité des moyens de réglage » a été développé par Renault ; celui-ci est référencé dans la norme CNOMO no E41.36.421R. Selon les fabricants de bancs, des outils de réception et de validation du matériel sont intégrés dans le logiciel du banc.

## Produits proposés par le marché
Il existe trois grandes familles de produits et deux types de bancs :
- les bancs verticaux, utilisés principalement pour les outils tournants (fraisage) ;
- les bancs horizontaux utilisés principalement pour les outils utilisés en tournage ;
- les bancs bas de gamme ;
- les bancs milieu de gamme ;
- les bancs haut de gamme.

### Bancs bas de gamme
Ils ne possèdent pas une broche de qualité qui durera dans le temps (pas de roulement de précision).
Le système de mesure peut être à palpeur mécanique ou à caméra. Cette dernière comporte un logiciel de mesure limité à quelques profils de mesures des plus courants. Pas de possibilité d'évolution. Pas de précision (±0,2 mm). Pas de sécurité en répétabilité et en reproductibilité. Pas de système de traction du porte-outil. Peu ou pas de moyens de communication. Peu ou pas de service du revendeur.

### Bancs milieu de gamme
Souvent équipés de caméra. Peu ou pas de possibilité d'évolution. Moyens de communication limités. Pas de sécurité en répétabilité et en reproductibilité. Pas de système de traction d'outil mécanique du porte-outil. Évolution logicielle limitée. Service plus ou moins assuré.

### Bancs haut de gamme
Toujours équipés de caméra, ils comportent des systèmes d'analyse de l'image et des programmes de mesure qui assurent une répétabilité et une reproductibilité sans faille. Leurs moyens de communication ne sont pas limités et supportent la possibilité d'écrire des étiquettes électroniques, des liaisons réseau vers serveur d'atelier en intégrant des protocoles ou des interfaces propres aux machines raccordées. Les opérations de frettage (à chaud ou à froid) peuvent être intégrées au banc de préréglage automatisant ainsi, le réglage, la mesure et la sécurité notamment lors de l'utilisation de porte outils frettés utilisant la technologie de microdiffusion. Contrôle et sécurisation de l'étalonnage. Grand choix de systèmes de traction du porte-outil dans la broche. Nombreuses options matérielles et logicielles. Évolution du logiciel. Service assuré par le fabricant.

## Produits dérivés
Dans la famille des bancs verticaux, à la fin des années 1990, un banc de contrôle des outils de coupe a fait son apparition. Il est capable de mesurer les angles de coupe, de dépouille et les différentes caractéristiques des outils de forme (fraises, forets outils spéciaux…) ; ce type de banc est surtout utilisé par les affûteurs et fabricants d'outils, ainsi que les donneurs d'ordres soucieux de contrôler la qualité et la conformité des outils de coupe qui leur sont livrés.